# John Cummins (homme politique irlandais)
Pour les articles homonymes, voir Cummins (homonymie).
John Cummins, né le 29 juin 1988 à Waterford, est un homme politique irlandais, membre du Fine Gael.
Depuis novembre 2024, il est député, et depuis janvier 2025, secrétaire d'État aux Collectivités locales et à l'Aménagement du territoire.
Il est sénateur du Panel du travail de 2020 à 2024.

## Vie personnelle et carrière
John Cummins détient une licence avec mention très bien en éducation physique et en enseignement de la géographie de l'Université de Limerick. Il a enseigné dans plusieurs écoles, plus récemment à St. Paul's Community College dans la ville de Waterford.

## Carrière politique
Cummins a été élu au conseil municipal de Waterford en 2009. En 2010, il a été élu président de l'Autorité régionale du Sud-Est. Il a effectué son premier mandat en tant que maire de Waterford en 2013; à l'âge de 25 ans, il était la personne la plus jeune à avoir jamais occupé ce poste. Il a ensuite été réélu au conseil municipal et comté fusionné de Waterford en 2014, et a effectué son deuxième mandat en tant que maire en 2015/16. Il a été réélu en 2019. Cummins a tenté sans succès de se présenter aux élections générales de 2020 dans la circonscription de Waterford. Il a ensuite été élu lors des élections au Seanad de 2020 en tant que sénateur pour le groupe du travail. Il a été nommé porte-parole de Fine Gael sur le logement, les collectivités locales et le patrimoine par Leo Varadkar. Il a perdu la discipline de parti en août 2020 après son implication dans le scandale de la société de golf de l'Oireachtas, où il aurait enfreint les directives de santé publique concernant la COVID-19. La discipline de parti a été rétablie le 12 janvier 2021. Toutes les accusations liées à l'événement ont ensuite été rejetées le 3 février 2022.